# ويليام أ. لونش
ويليام أ. لونش (بالإنجليزية: William A. Lynch)‏ هو محامي أمريكي، ولد في 4 أغسطس 1844 في كانتون في الولايات المتحدة، وتوفي في 6 فبراير 1907 في ليزبون في الولايات المتحدة.